# أسطورة أرض الظلام
أسطورة أرض الظلام هي الرواية رقم 68 من سلسلة ما وراء الطبيعة التي أصدرتها المؤسسة العربية الحديثة ضمن روايات مصرية للجيب من تأليف الكاتب أحمد خالد توفيق. وتُعدُّ السلسلة أول سلسلة روايات عربية في أدب الرعب.

## عن الكتاب
صدرت رواية أسطورة أرض الظلام للمرة الأولى عام 2009 ضمن سلسلة ما وراء الطبيعة من إصدار المؤسسة العربية الحديثة.

## موضوع الكتاب
تعتبر رواية أسطورة أرض الظلام آخر مغامرة في سلسلة مغامرات سالم وسلمى، وهي سلسلة فرعية ضمن سلسلة روايات ما وراء الطبيعة يتركز موضوعها الرئيسي حول الأكوان الموازية، ويقتصر دور بطل السلسلة الرئيسي رفعت اسماعيل فيها على قراءة محتوى الخطابات التي تصله من سالم وسلمى. في هذه الرواية يُسافر التوآمان الكونيان سالم وسلمى عبر الأكوان المتوازية ليجدا نفسيهما في عالم موازي فرض عليه من يحكموه ظلاما دامسا وحرم أهله من ضوء الشمس حتى أن إشعال النار صار جريمة أيضًا في ذلك العالم، وتتوالى الأحداث والمغامرات إلى أن يكتشف سالم وسلمى السر وراء ذلك.

## شخصيات الرواية
- رفعت إسماعيل: طبيب أمراض دم متقاعد في السبعين من عمره اشتهر بمغامراته في عوالم ما وراء الطبيعة وحكاياته مع المسوخ والأشباح، وهو في هذه الرواية يمارس دور الراوي فقط.
- سالم: كاتب قصص مغمور تنقلب حياته رأسا على عقب عندما يقابل نسخته الآتية من عالم موازي آخر.
- سلمى: نسخة سالم القادمة من عالم موازي.

## وصلات خارجية
- آراء القرّاء حول رواية أسطورة أرض الظلام على موقع أبجد

- صفحة رواية أسطورة أرض الظلام على موقع جود ريدز